# Municipio de Red Oak (Carolina del Norte)
El municipio de Red Oak (en inglés: Red Oak Township) es un municipio ubicado en el  condado de Nash en el estado estadounidense de Carolina del Norte. En el año 2010 tenía una población de 3.581 habitantes.

## Geografía
El municipio de Red Oak se encuentra ubicado en las coordenadas 36°1′49.55″N 77°55′19.94″O / 36.0304306, -77.9222056.